# Palazzo della Ragione

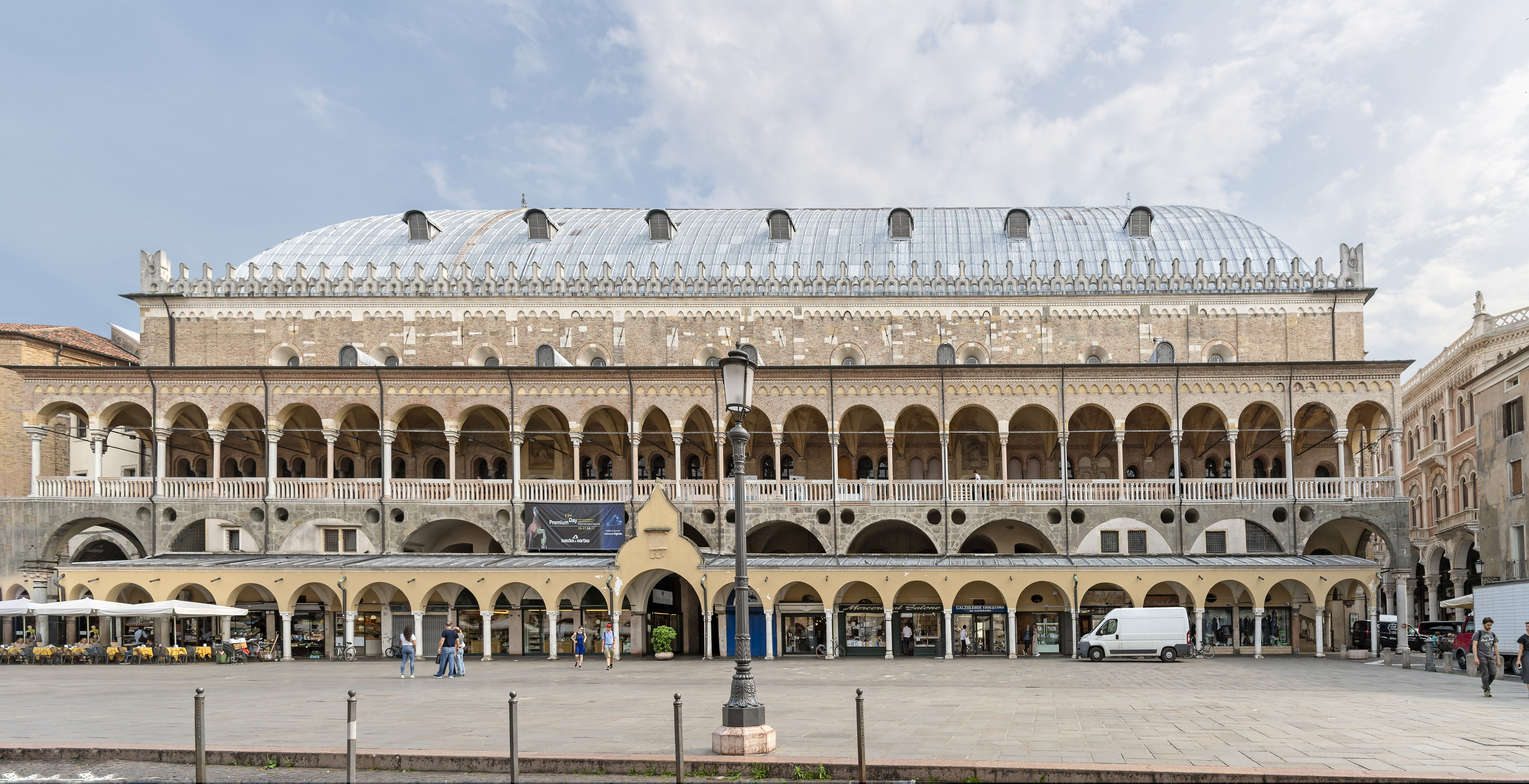
Palazzo della Ragione di Padova

Il palazzo della Ragione era, nel Medioevo, l'edificio in cui si amministrava la giustizia. Veniva chiamato anche Arengo, Palazzo Pretorio, Palazzo della comunità, a seconda dell'epoca e della rappresentanza cittadina, casa consiliare, tribunale, arengo, centro notarile.
Sebbene comune a molte città dell'Italia settentrionale, i due edifici più noti sono il palazzo della Ragione di Padova e quello di Vicenza, ristrutturato dal noto architetto rinascimentale Andrea Palladio nel 1549, da cui il nuovo nome di Basilica Palladiana.

## Significato del nome
Il nome dell'edificio pubblico in cui si svolgeva l'attività giudiziaria deriva dal fatto che in quel luogo i giudici rendevano "ragione" ai cittadini delle loro doglianze. Il termine "ragione" deriva dalle antiche locuzioni "far ragione a qualcuno", col significato di "rendergli giustizia", e "farsi ragione da sé", cioè "farsi giustizia da soli"; e infatti nel linguaggio giuridico si utilizza, ancora oggi, l'espressione "ragion fattasi" quando si vuol dire che una persona si è fatta giustizia da sé.